# Elisabeth Barbara Schmetterling
Elisabeth Barbara Schmetterling (* 6. Dezember 1801 in Amsterdam; † 12. November 1882 ebenda) war eine niederländische Malerin, Radiererin und Kupferstecherin.

## Leben
Elisabeth Barbara Schmetterling war die Tochter des aus Wien stammenden Miniaturmalers Josef (auch Jozef oder Josephus) Adolf Schmetterling (1751–1828) und von Antonia Blom (ca. 1770–1850). Sie wuchs in Amsterdam gemeinsam mit mindestens drei Brüdern und zehn Schwestern, von denen eine früh starb, in der Oude Spiegelstraat 8 auf. Gemeinsam mit ihrer älteren Schwester Christina Josepha (1796–1840) wurde sie von ihrem Vater in verschiedenen Mal- und Stichtechniken ausgebildet.
Als Erwachsene wohnte Elisabeth Barbara Schmetterling in der Nieuwe Looiersdwarsstraat 10, arbeitete als Porträt- und Miniaturmalerin, fertigte Gravuren, beteiligte sich an Ausstellungen und gab Zeichenunterricht. Im Amsterdamer Einwohnermelderegister von 1851 wurde sie als Porträtmalerin aufgeführt, es ist aber nicht bekannt, ob sie vom Verkauf ihrer Werke oder durch Auftragsarbeiten ihren Lebensunterhalt bestreiten konnte. Sie verbrachte ihr ganzes Leben in Amsterdam, wo sie 1882 starb.

## Werk
Elisabeth Barbara Schmetterling fertigte zunächst Gravuren an. Sie schuf in den 1820er Jahren Stiche und Radierungen für verschiedene (Kinder-)Bücher und für mehrere Ausgaben des Nederlandsche Muzen-Almanac zwischen 1820 und 1829. Ab 1830 wandte sie sich vermehrt der Miniaturkunst zu. Sie malte hauptsächlich Porträts und fertigte auch Miniaturkopien von Gemälden von Meistern des 17. Jahrhunderts wie Gerard Dou und Paulus Moreelse an.
Ab 1822 stellte Elisabeth Barbara Schmetterling ihre Arbeiten bei den tentoonstellingen van Levende Meesters aus. 1822 erhielt sie von der Nederlandsche Huishoudelijke Maatschappij in Haarlem als Auszeichnung eine Prämie von zehn Dukaten für einige Gravuren. Insgesamt beteiligte sie sich zwischen 1822 und 1848 mit mehr als 40 Werken an 25 verschiedenen Ausstellungen in Amsterdam und Den Haag.
Stiche von Elisabeth Schmetterling befinden sich im Rijksprentenkabinet des Rijksmuseum Amsterdam und eine Zeichnung im Rijksprentenkabinet Leiden. Das Instituut Collectie Nederland, seit 2011 im Rijksdienst voor het Cultureel Erfgoed, besitzt ein Miniaturporträt von ihr.

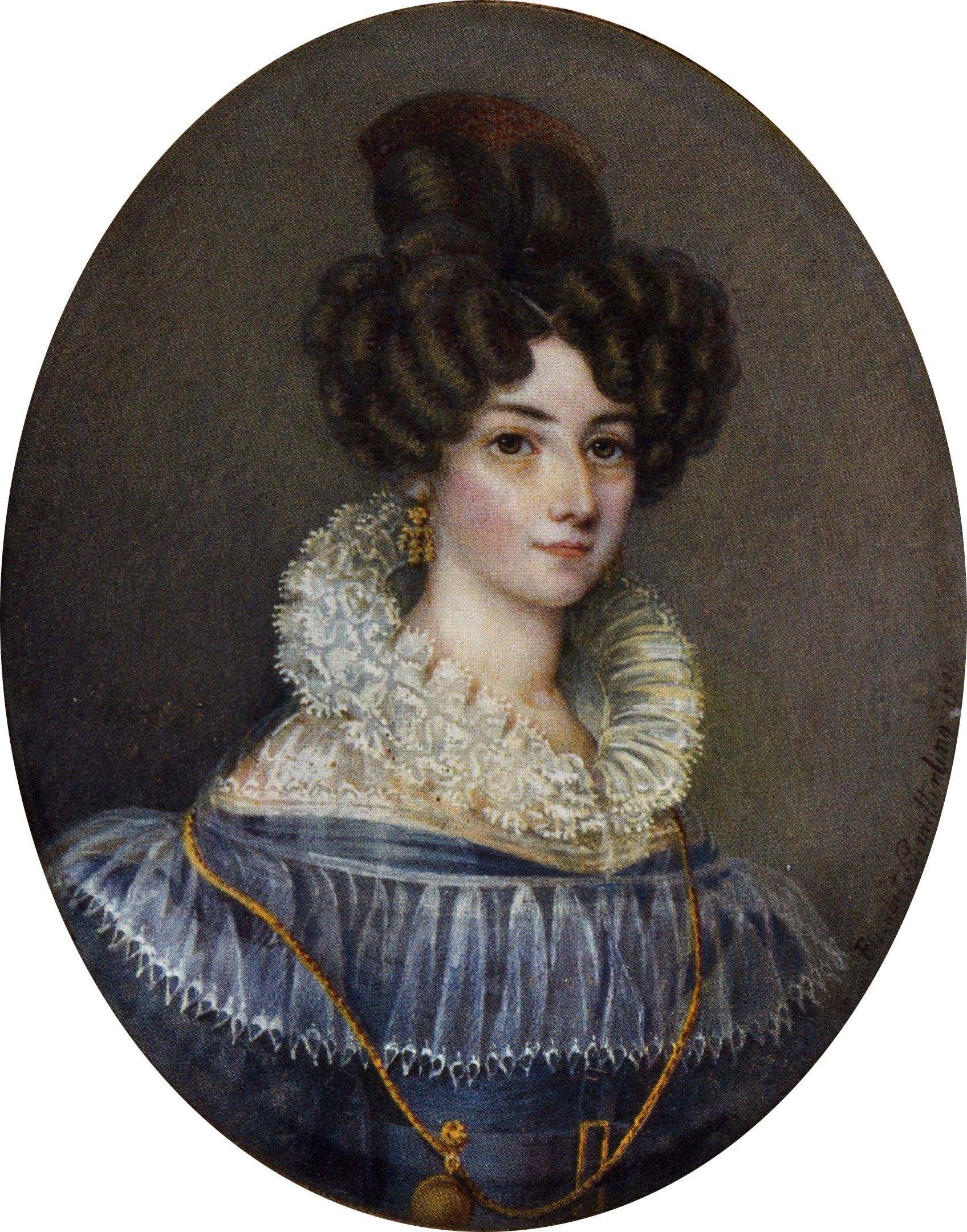
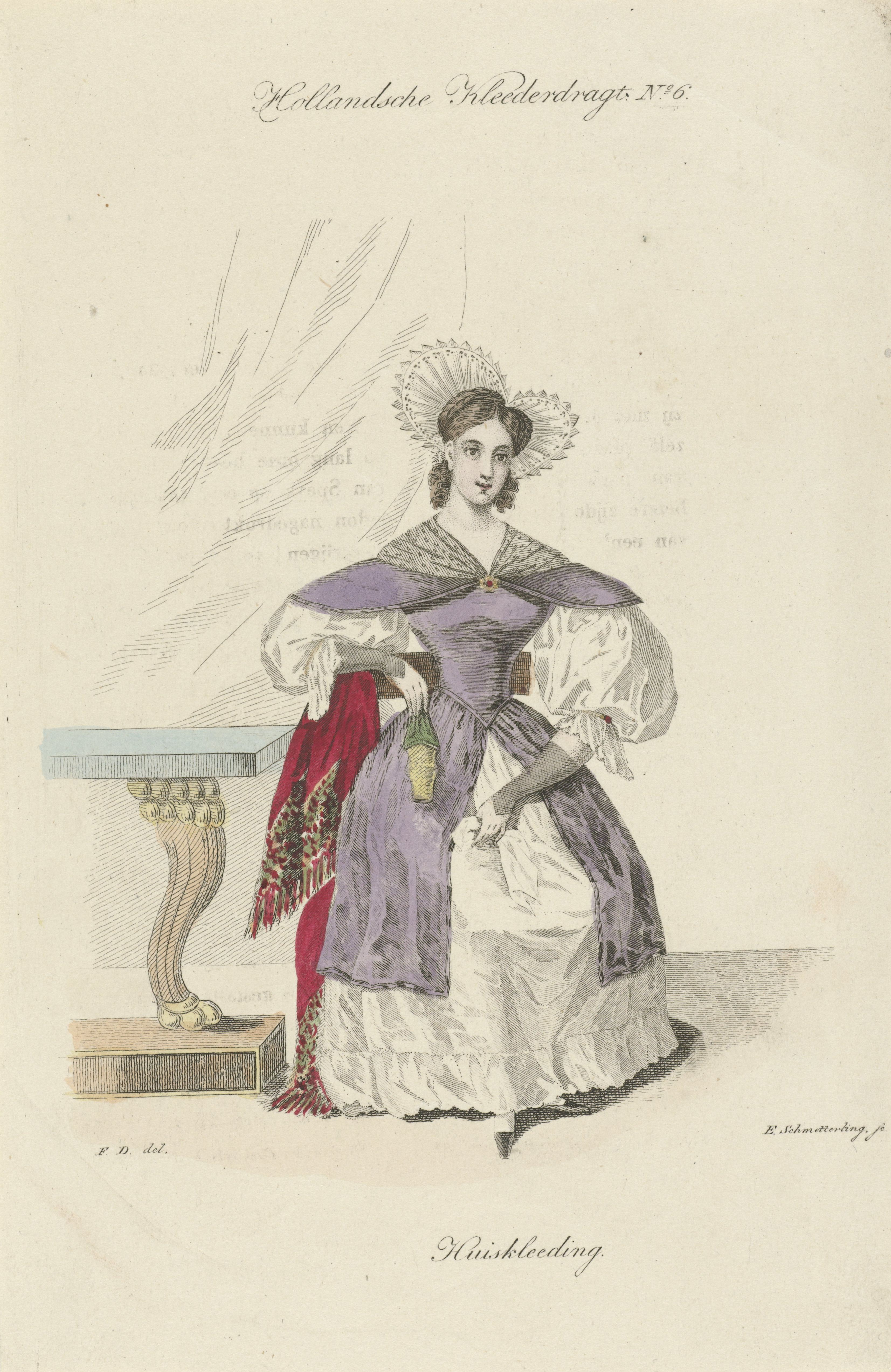
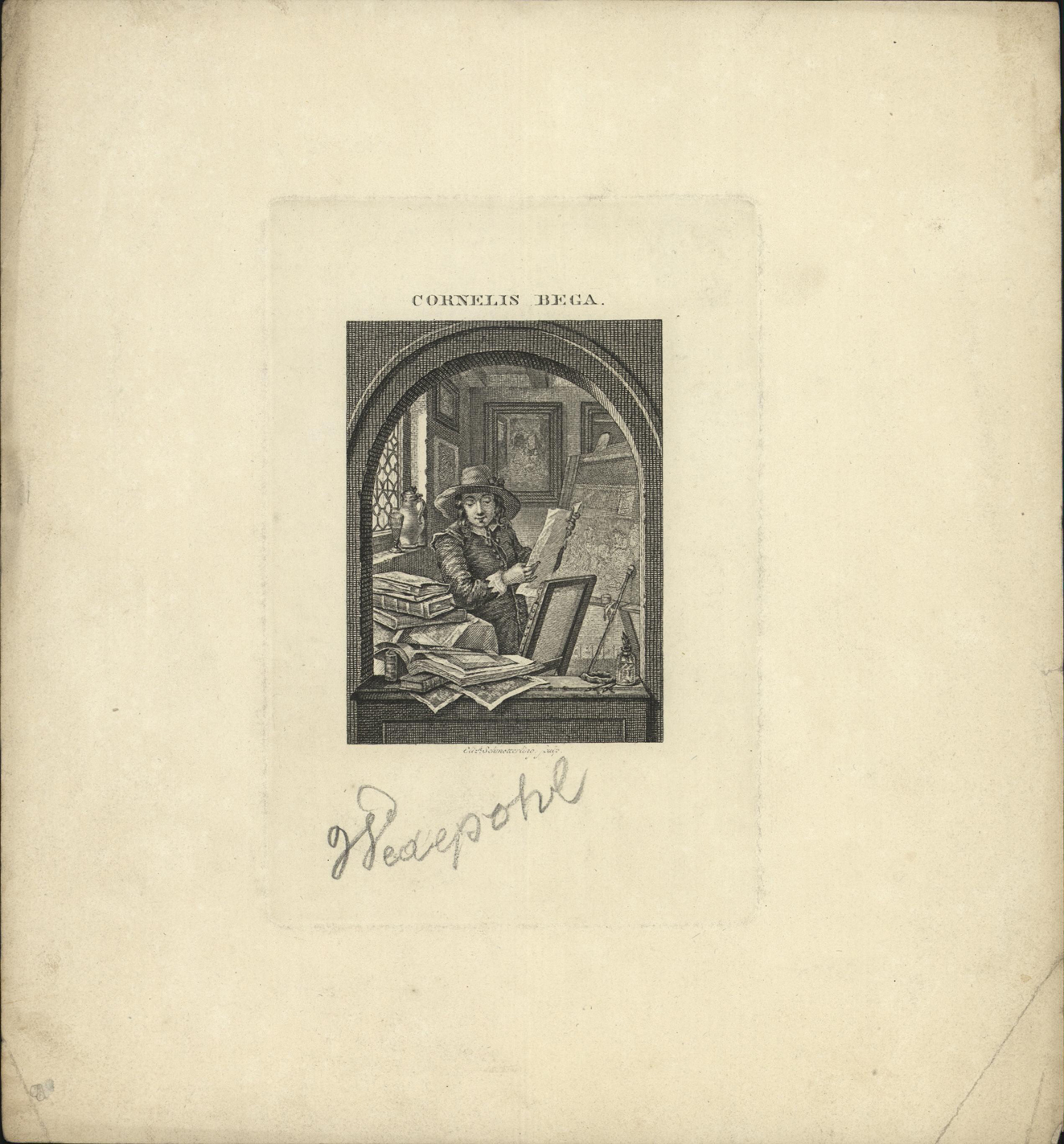
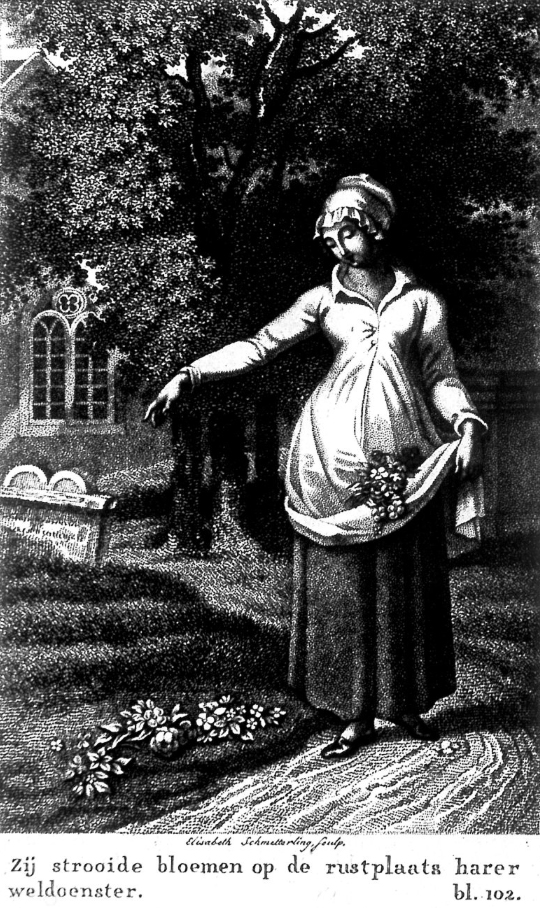